# Z42-es zónázó személyvonat
A Z42-es zónázó személyvonat Budapesten, Pest és Fejér vármegyében közlekedő Budapesti elővárosi zónázó vonat. A vonat munkanapokon Dunaújváros felé napi öt alkalommal, Budapest-Déli pályaudvar felé napi két alkalommal közlekedik.
Mivel elővárosi személyvonat, ezért a vonatszámai négyjegyűek, és 42-vel kezdődnek. A páros számú vonatok Dunaújváros (végpont), a páratlan számú vonatok Budapest (kezdőpont) felé közlekednek.

## Története
2022. június 18-ától valamennyi korábbi G42-es személyvonat Z42-es viszonylatjelzéssel közlekedik, valamint mind megáll Iváncsa megállóhelyen is.
2023/2024-es menetrendváltástól Kulcs megállóhelyen a vonatok csak feltételesen állnak meg.

## Útvonala
| Az átszállási kapcsolatok között az azonos útvonalon, de sűrűbb megállási renddel közlekedő S42 -es személyvonat nincs feltüntetve. |                          |          | |
| Perc (↓) | Állomás                  | Perc (↑) | Átszállási kapcsolatok |
| 0 | Budapest-Déli végállomás | 72       | 17, 56, 56A, 59, 59A, 59B, 61 21, 21A, 39, 102, 139, 140, 140A, 221 770 S10 , S12 , S30 , G30 , Z30 , S34 , S35 , S40 , G40 , Z40 , IC, személyvonat, sebesvonat, gyorsvonat, expresszvonat, |
| 7 | Budapest-Kelenföld       | 65       | 1, 19, 49 8E, 40, 40B, 40E, 53, 58, 87, 87A, 88, 88A, 101B, 101E, 108E, 141, 150, 150B, 153, 154, 172, 173, 187, 188, 188E, 250, 250B, 251, 251A, 251E, 272 689, 691, 710, 712, 715, 720, 722, 724, 725, 727, 731, 732, 734, 735, 736, 760, 762, 763, 764, 767, 770, 774, 775, 778, 779, 798, 799 S10 , G10 , S12 , S30 , G30 , Z30 , S34 , S35 , S36 , S40 , G40 , Z40 , G43 , G44 , IC, EC, EN, személyvonat, sebesvonat, gyorsvonat, expresszvonat, |
| 19 | Érd felső                | 47       | 1120, 1134 700, 705, 710, 712, 715, 720, 722, 731, 733, 734, 735, 736, 741, 742, 744, 745, 746, 755, 756 S40 , G40 , Z40 , G43 , G44 |
| 25 | Százhalombatta           | 42       | 1120, 1134 705, 708, 709, 710, 712, 715, 756 S40 , G40 , Z40 |
| 37 | Iváncsa                  | 34       | 8236 S40 , G40 , Z40 |
| 44 | Pusztaszabolcs           | 27       | 718, 750, 8234 S40 , G40 , Z40 , S440 |
| 52 | Adony                    | 18       | |
| 58 | Kulcs                    | 11       | |
| 62 | Rácalmás                 | 8        | |
| 70 | Dunaújváros végállomás   | 0        | 5, 18 8220, 8221, 8226, 8227 S431 , S432 |